# Messerschmitt P.1101
Le Messerschmitt P.1101 était un prototype de chasseur à réaction, qui était doté d'ailes en flèche à géométrie variable primitive (l'angle ne pouvait être changé qu'au sol) et fut l'avion choisi par le Ministère de l'Air du Reich (Reichsluftfahrtministerium ou RLM), et ayant atteint le stade de production le plus avancé (premier prototype fini à 80 %) de tous les avions expérimentaux de la compétition visant à mettre au point une nouvelle génération de chasseurs « d'urgence » du Reich.

## Conception
En 1935, lors d’une conférence publique, le professeur Adolf Busemann expose l’intérêt de l’aile en flèche pour les vols à grande à vitesse.
Deux ans plus tard, en 1937, Albert Betz et le Deutsche Versuchsanstalt für Luftfahrt (de) (Laboratoire d'essais allemand pour l'aviation) de Berlin-Adlershof (DVL), commencent leurs premières recherches sur ce type d’aile. Personne, dans aucun des futurs pays Alliés, n’accomplit à cette époque la moindre recherche dans le même sens.
Quatre ans s’écoulent encore avant que Woldemar Voigt, chez Messerschmitt, ne s’aperçoive des avantages de l’aile en flèche, et l’étude du P.1101 débute en 1942.
Deux années supplémentaires s’écoulent encore avant que le Reichsluftfahrtministerium (RLM) demande aux avionneurs allemands de concevoir un chasseur monoréacteur, le 3 juillet 1944, dans le cadre du Jägernotprogramm, en français « Programme d’Urgence de Chasseur ».
Le projet de Messerschmitt avait pour concurrents :
- le Heinkel P. 1078 (en),
- le Focke-Wulf Ta 183,
- le Blohm & Voss P 212,
- et le Junkers EF 128 (en), vainqueur officiel de la compétition.

Aucun des avions conçus dans le cadre de ce programme ne parviendra jusqu’à la réalisation d’un prototype complet.
Le Messerschmitt P.1101 V1, le plus avancé de ces projets, était terminé à 80%, mais muni d’un moteur factice, quand il fut capturé par les troupes américaines au centre de recherches d’Oberammergau en Bavière le 29 avril 1945. Les Alliés ignoraient l’existence de ce complexe, si bien qu’il ne fut jamais bombardé,. Le professeur Willy Messerschmitt fut capturé en même temps par les Américains. Lorsque des experts des services techniques arrivèrent, ils réalisèrent l’importance de leur prise. Les employés de Messerschmitt indiquèrent que toute la documentation du projet sur microfilm était dissimulée à proximité, mais entre-temps les troupes françaises avaient découvert la cachette et expédié leur précieuse prise en France. Les autorités françaises refusèrent de céder la documentation aux Américains ou de collaborer avec eux pour poursuivre le projet,.
Parmi les experts américains se trouvait Robert J. Woods, de la Bell Aircraft Corporation, qui fut très intéressé par le concept. Le prototype ayant été endommagé par les GIs « chasseurs de souvenirs » et en l’absence de la documentation saisie par les Français, il n’était pas possible de faire voler le P.1101 sur place. Il fut donc expédié aux États-Unis pour y être terminé. Il fut envoyé d’abord à Wright Field, Ohio, où il fut étudié par les experts de l’USAAF. En août 1948 il fut envoyé à l'usine Bell Aircraft de Buffalo (New York). L’appareil fut encore endommagé durant son transport, faisant définitivement disparaître tout espoir de le voir voler. Après inspection minutieuse, il fut envoyé à la ferraille au début des années 1950.
Robert J. Woods en construisit une réplique, propulsée par un réacteur américain Allison J33, avec une amélioration notable : un moteur électrique permettait de changer la flèche de la voilure en vol, permettant de s’adapter aux différentes phases du vol : décollage, montée, combat, croisière ou atterrissage.
Désigné Bell X-5, le prototype V1 de cet avion vola le 20 juin 1951 avec aux commandes le pilote d'essai Jean « Skip » Ziegler. Le X-5 s’avéra dangereux à piloter, en raison de son instabilité prononcée, même pour des pilotes très qualifiés comme Ziegler (qui fut tué dans l’explosion de son avion expérimental Bell X-2 à moteur-fusée le 12 mai 1953), Charles Yeager, John Boyd, Scott Crossfield ou Neil Armstrong. Le 14 octobre 1953, le prototype V2, avec les ailes en fleche de 60 degrés, partit dans une vrille dont le pilote d’essai, le Major Raymond Popson, ne parvint pas à sortir. L’avion s’écrasa et le pilote fut tué.
Le V1 continua à voler quelque temps, mais l’idée d’une production en série fut abandonnée. Ce prototype permit aux États-Unis de faire de gros progrès sur la technologie des ailes à géométrie variable, ce qui déboucha sur la réalisation dans les années 1970 du chasseur embarqué Grumman F-14 Tomcat et du bombardier F-111.